# چوبای
چوبای (به مجاری:  Csobaj) یک شهرداری در مجارستان است که در ناحیه توکای واقع شده‌است. چوبای ۱۹٫۵۹ کیلومتر مربع مساحت و ۸۰۴ نفر جمعیت دارد.